# أوفينغ (باكينجهامشير)
أوفينغ (بالإنجليزية: Oving, Buckinghamshire)‏ هي قرية وأبرشية مدنية تقع في المملكة المتحدة في إنجلترا. يقدر عدد سكانها بـ 478 نسمة.